# Konqueror
Konqueror je webový prohlížeč a správce souborů integrovaný do prostředí KDE používaného zejména v Unixových operačních systémech představovaných zejména GNU/Linuxem. Jedná se o svobodný a otevřený software. Podporuje vektorovou grafiku (SVG) a kaskádové styly CSS3. Od verze 3.5 korektně zobrazoval Acid2 test. Má vestavěný systém pro blokování reklamy AdBlocK.[zdroj?] Je dobře přizpůsobitelný a ve výchozím nastavení používá správce stahování KGet.
Kromě správy souborů a přístupu na webové stránky podporuje Konqueror díky vrstvě KIO řadu dalších protokolů, např. FTP, SMB, SSH a další.
Konqueror se poprvé objevil 23. října 2000 jako správce souborů v KDE 2. Nahradil tak KFM (KDE file manager). Od vydání KDE 4 v roce 2008 je Konqueror už jen přednastaveným webovým prohlížečem. Jako správce souborů se používá Dolphin.

## Webový prohlížeč
Pro vykreslování webových stránek používá Konqueror renderovací jádro KHTML, ze které vychází WebKit používaný prohlížečem Safari. Podporuje následující technologie:
- HTML 5
- CSS 3
- Grafické formáty PNG, MNG, JPEG, GIF, SVG
- DOM 1, 2 a částečně 3
- ECMA-262/JavaScript 1.5